# Madirac
Madirac település Franciaországban, Gironde megyében. Lakosainak száma 297 fő (2022. január 1.). Madirac Sadirac, Saint-Caprais-de-Bordeaux és Saint-Genès-de-Lombaud községekkel határos.

## Népesség
A település népességének változása:
| Lakosok száma | 75   | 115  | 136  | 178  | 206  | 226  | 245  | 277  | 293  | 297  |
|               | 1968 | 1982 | 1990 | 2006 | 2013 | 2015 | 2017 | 2019 | 2020 | 2022 |